# Дамбенуа-ле-Коломб
Дамбенуа́-ле-Коло́мб (фр. Dambenoît-lès-Colombe) — коммуна во Франции, находится в регионе Франш-Конте. Департамент — Верхняя Сона. Входит в состав кантона Сен-Совёр. Округ коммуны — Люр.
Код INSEE коммуны — 70195.

## География
Коммуна расположена приблизительно в 330 км к юго-востоку от Парижа, в 60 км северо-восточнее Безансона, в 21 км к северо-востоку от Везуля.

## Население
Население коммуны на 2010 год составляло 276 человек.
| 1962 | 1968 | 1975 | 1982 | 1990 | 1999 | 2010 |
| ---- | ---- | ---- | ---- | ---- | ---- | ---- |
| 137  | 154  | 159  | 207  | 216  | 277  | 276  |

## Экономика
В 2010 году среди 195 человек трудоспособного возраста (15—64 лет) 132 были экономически активными, 63 — неактивными (показатель активности — 67,7 %, в 1999 году было 68,2 %). Из 132 активных жителей работали 110 человек (68 мужчин и 42 женщины), безработных было 22 (9 мужчин и 13 женщин). Среди 63 неактивных 10 человек были учениками или студентами, 23 — пенсионерами, 30 были неактивными по другим причинам.

## Фотогалерея

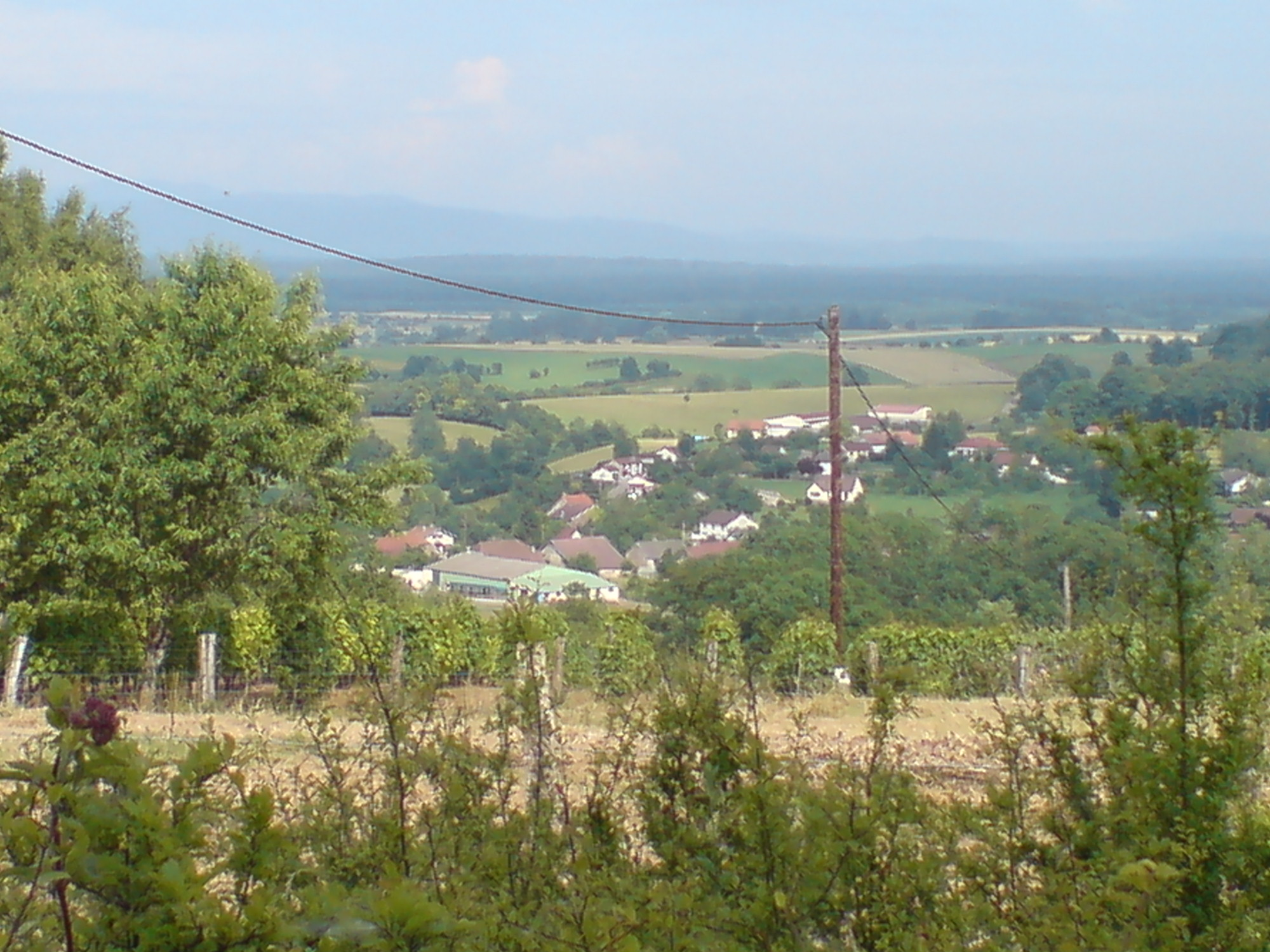
Дамбенуа-ле-Коломб
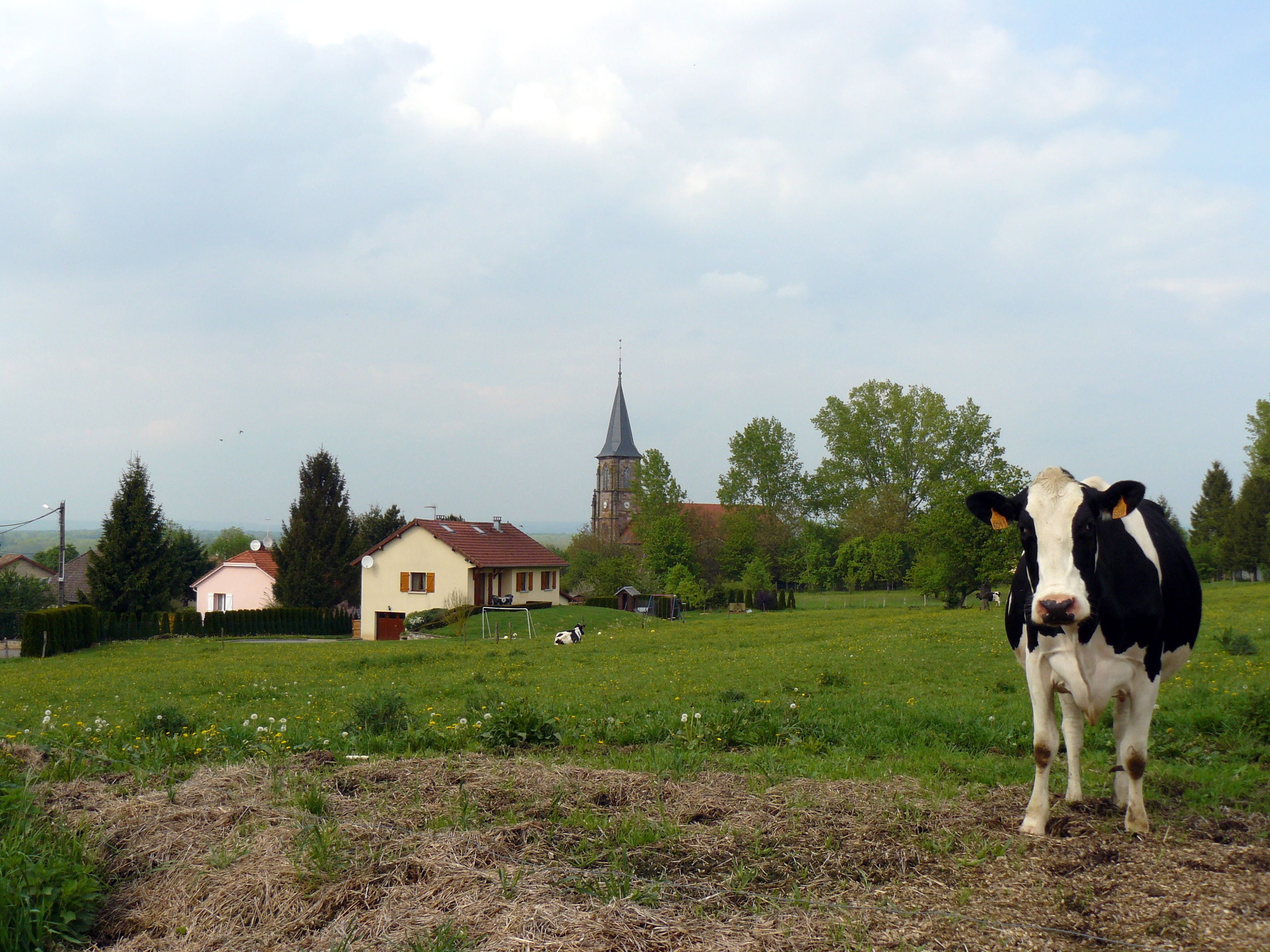
Дамбенуа-ле-Коломб
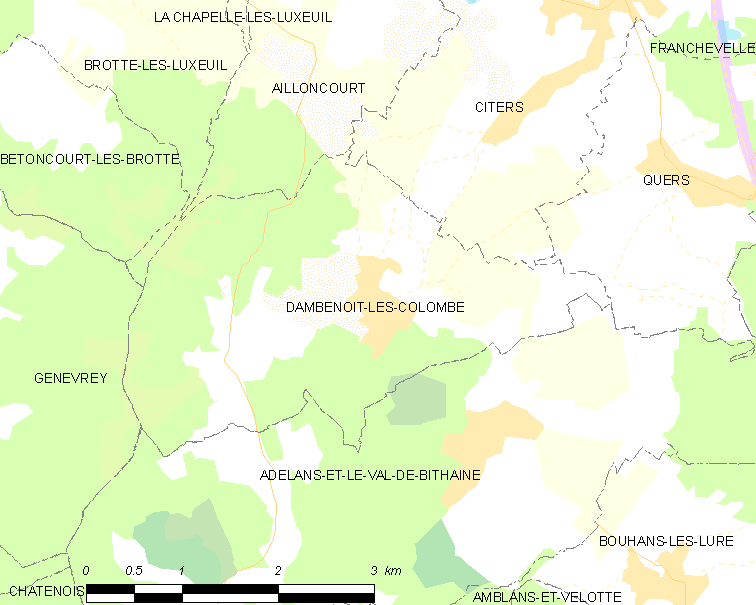
Карта коммуны